# Bobby Leiter
Pour les articles homonymes, voir Leiter.
Robert Edward Leiter, dit Bobby Leiter, (né le 22 mars 1941 à Winnipeg, dans la province du Manitoba, au Canada) est un joueur professionnel de hockey sur glace qui évoluait au poste de centre dans la Ligue nationale de hockey.
La carrière de Leiter commença alors qu'il remporta en 1959 la Coupe Memorial avec les Braves de Winnipeg. Après quelques saisons avec Winnipeg et les Frontenacs de Kingston, les Bruins de Boston lui donnèrent sa chance dans la LNH.
Après quatre saisons avec les Bruins il devint un joueur des ligues mineures avec les Bears de Hershey de la Ligue américaine de hockey jusqu'en 1971, année lors de laquelle les Penguins de Pittsburgh lui confièrent un poste de régulier au sein de l'équipe. Il ne s'y plut guère cependant ; l'entraîneur-chef Red Kelly avait tendance à consigner au bout du banc les joueurs qui faisaient des erreurs, ce qui amena le peu expérimenté Leiter à jouer avec prudence, de peur de se retrouver cloué au banc.
Il fut repêché l'année suivante par les Flames d'Atlanta lors du repêchage d'expansion de la LNH 1972 ; cette acquisition marquait la fin de l'attente de Leiter, qui se vit accordé beaucoup de temps de jeu et qui se voyait encouragé par son entraîneur Bernard Geoffrion à laisser s'exprimer son talent offensif. Il devint vite une sorte de réincarnation de Wally Hergesheimer, virevoltant autour du filet adverse comme ce dernier fit près de vingt ans auparavant afin de récupérer les retours de lancers pour les loger derrière le gardien adverse, tout en amassant des mentions d'aide sur plusieurs buts de ses coéquipiers. À ses trois premières saisons à Atlanta, Leiter cumula un total de 140 points. Il se retira de la compétition en 1976 après avoir partagé la saison entre les Flames et les Cowboys de Calgary de l'Association mondiale de hockey.